# 内浦村 (福井県)
内浦村（うちうらむら）は福井県大飯郡にあった村。現在の高浜町の北西部、内浦湾に面した地域にあたる。

## 地理
- 海洋：若狭湾、内浦湾
- 河川：青葉山

## 歴史
- 1889年（明治22年）4月1日 - 町村制の施行により、上瀬村、日引村、宮尾村、下村、鎌倉村、山中村、神野村、神野浦、難波江村、小黒飯村及び音海村の区域をもって、内浦村が発足する。
- 1955年（昭和30年）2月11日 - 高浜町、青郷村、和田村及び内浦村が合併して、改めて高浜町が発足する。

## 経済

### 産業
農業
『大日本篤農家名鑑』によれば、内浦村の篤農家は、「藤野新太郎、村岡正太郎、山口松之助、高橋丞助、田中儀三郎、上井繁二郎、兒玉安太郎」などである。